# クリス・ウェア
フランクリン・クリステンソン・ウェア（Franklin Christenson Ware、1967年12月28日 - ）は、アメリカ合衆国の漫画家。『Acme Novelty Library』シリーズと、グラフィックノベル『世界一賢い子供、ジミー・コリガン（Jimmy Corrigan, the Smartest Kid on Earth）』がよく知られている。ネブラスカ州オマハ出身。2007年現在イリノイ州オークパークに在住。
ウェアの作品は、彼の愛する20世紀の（コミックとグラフィックデザイン双方における）アメリカ美術の集合体であり、古典的なコミック・ストリップから広告、ペーパークラフトまでさまざまなスタイルを取る。彼の作品の幾何学的なレイアウトはコンピューター世代特有のものと思われがちだが、実際には彼の作品は紙と筆記具、定規というオールドファッションな道具によって製作されている。もっとも時にはコピー機を用いたり、コンピューターによる彩色を行なうこともある。
彼の作品には構図やコマ運びの点で初期の漫画家ウィンザー・マッケイとフランク・キング（en:Frank King）（『Gasoline Alley』の作者）の影響が見て取れる。漫画以外の分野では、ウェアはアーティストのジョセフ・コーネル（en:Joseph Cornell）にシンパシーを感じておりインスピレーションを受けている。どちらの作家もノスタルジーや気品、美しさのある品々を「箱」の中に並べるという点で共通している。

## 経歴
最初に印刷されたウェアの作品は、1980年代の後期にテキサス大学オースティン校の学生新聞「The Daily Texan」に掲載されたものである。様々なタイトルで毎日連載されたその作品に加えて、ウェアは『Floyd Farland: Citizen of the Future』と題した風刺的なSF作品を週間で連載していた。この作品は1988年にEclipse Publishingから出版されており、この出版でウェアはティモシー・リアリー（Timothy Leary）との交流の機会を得た。ウェアはアマチュア的でナイーブな初期の作品を恥じ、残っていた作品のコピーを全て破棄していると伝えられている。
まだ大学の2年生であった時、ウェアは著名な漫画家であり出版者であるアート・スピーゲルマンの興味を引き、彼の有力なアンソロジーマガジン「RAW」に彼の依頼で作品を寄稿した。ここでの作品で賞賛を受けたウェアは、さらにファンタグラフィックス社と提携し、コミックの様々な伝統的スタイルを打ち破る画期的な作品『Acme Novelty Library』シリーズを発表した。これはTexan紙で発表された作品（『Quimby the Mouse』など）やシカゴの週刊誌「New City」で発表された作品に見られたものに、さらに新しい要素を付け加えたものである（ウェアの作品は、現在のホームである「Chicago Reader」に移る前は「New City」で発表されていた）。彼はファンタグラフィックス社との提携を保ちつつ、『Acme Novelty Library』の16番目の作品以降は自費出版による作品発表を行なっている。
近年彼は書籍の編集とデザインにも携わっており、『Gasoline Alley』の再版や、ファンタグラフィック社の『クレイジー・カット』の再版、また「Timothy McSweeney's Quarterly Concern」のコミックを扱った第30巻の編集などに関わっている。彼はまた「The Best American Comics 2007」の編集者の1人であり、「Best American series」のうち、コミックを扱った第2巻の編集にも関わった。
彼の作品は多くの賞を獲得しており、1999年には『Acme Novelty Library』でNational Cartoonists Society賞を、2003年には『世界一賢い子供、ジミー・コリガン』でフランスのアングレーム国際漫画祭の最優秀作品賞を受賞している。

## 漫画以外の活動
ウェアはラグタイムの楽器の熱心なコレクターであり、「The Ragtime Ephemeralist」と題する音楽雑誌を年に一度刊行している。彼はまたバンジョーとピアノを弾く趣味がある。彼の作品に対する音楽の影響は、作品のロゴやレイアウトに窺うことができる。さらに彼はthe Et Cetera String Band、Virginia Tichenor、Reginald R. Robinson、the Paragon Ragtime Orchestra、Guido Nielsenなどのラグタイムのアーティストや、Andrew Bird's Bowl of Fireや5ive Styleなどのラグタイム以外のアーティストのアルバムジャケットやポスターも手がけている。
またウェアはthe San Francisco writing lab and pirate storeのファサードをデザインしている。2005年の10月には、ペンギンブックスの『カンディード』の新しい判のカバーデザインを担当した。2004年にはラジオパーソナリティーのIra Glassと組んで『Lost Buildings』と題したスライドショウのためのイラストレーションを制作した。この作品は現在本とDVDで見ることができる 。2007年にはShowtimeのテレビシリーズ『This American Life』のアニメーションを制作した。ウェアの最近の仕事は映画『The Savages』のポスターである。

## 日本語訳
- JIMMY CORRIGAN 日本語版 VOL.1（峯岸康隆 編集、 山下奏平、中沢俊介、伯井真紀 翻訳、2007年4月、PRESSPOP GALLERY、ISBN 4903090086）
- JIMMY CORRIGAN 日本語版 VOL.2（峯岸康隆 編集、 山下奏平、中沢俊介、伯井真紀 翻訳、2010年6月、PRESSPOP GALLERY、ISBN 4903090094）
- JIMMY CORRIGAN 日本語版 VOL.3（峯岸康隆 編集、 山下奏平、中沢俊介、伯井真紀 翻訳、2010年6月、PRESSPOP GALLERY、ISBN 4903090108）

## 参照
1. ↑  http://query.nytimes.com/gst/fullpage.html?sec=technology&res=9F00E7D7103DF932A15752C0A9679C8B63
2. ↑  http://shop.npr.org/webapp/wcs/stores/servlet/ProductDisplay?catalogId=10051&storeId=10051&productId=21136&langId=-1

- "The Art of Melancholy". The Guardian, October 31, 2005
- Arnold, Andrew. "The Depressing Joy of Chris Ware." Time, November 27, 2001.
- Wolk, Douglas. "The inimitable Chris Ware". Salon.com, September 2, 2005.
- Wondrich, David. "Ragtime: No Longer a Novelty in Sepia", The New York Times, January 21, 2001.
- Schjeldahl, Peter. "Words and Pictures: Graphic novels come of age". The New Yorker, October 17, 2005.